# 菱形
菱形是四邊相等的四邊形。由菱葉片的形狀而得名。除了這些圖形的性質之外，它還具有以下性质：
- 對角線互相垂直平分
- 四边等長

較嚴謹的菱形定義，菱形的四個角都不是直角，如《幾何原本》，在這定義上，正方形不是菱形的一種。
較粗疏的菱形定義，菱形的四個角包含直角這條件，如此正方形才是菱形的一種。菱形屬於特殊的鷂形、平行四邊形。
菱形面積為對角線相乘除以二（鷂形面積）：{\displaystyle A={\frac {1}{2}}\cdot x\cdot y}；
或邊長的平方乘以其中一隻角的正弦（平行四邊形面積）：{\displaystyle A=a^{2}\cdot \sin \alpha }。
菱形周長為邊長的四倍：{\displaystyle U=4\cdot a}
內切圓半徑：
{\displaystyle r={\frac {1}{2}}\cdot a\cdot \sin \alpha }